# Belcea Quartet

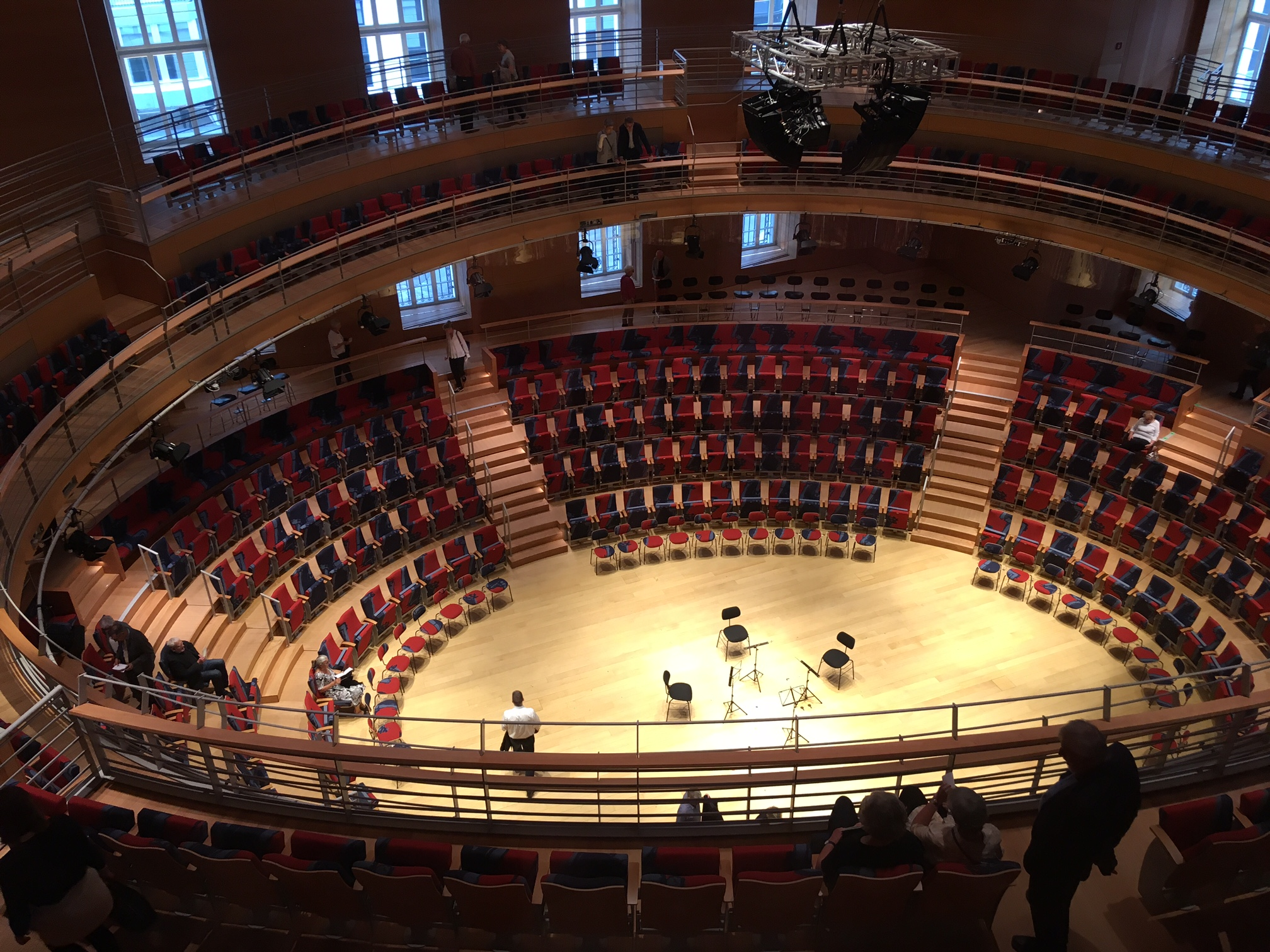
De Pierre Boulez Saal in Berlijn, thuisbasis van het Belcea Quartet

Het Belcea Quartet is een strijkkwartet, opgericht in 1994, onder leiding van violiste Corina Belcea .
De belangrijkste mentoren van het kwartet waren de leden van het Alban Berg Quartett en het Amadeus Quartet. Het repertoire van het Belcea Quartet is zeer veelzijdig. Regelmatig speelt Belcea wereldcreaties - zoals Mark-Anthony Turnage's kwartetten ‘Twisted Blues with Twisted Ballad’ in 2010, ‘Contusion’ in 2014, en Thomas Larchers ‘Lucid dreams’ in 2015, Krzysztof Penderecki’s Vierde Strijkkwartet en het Derde Kwartet van Joseph Phibbs in 2016, naast het grote klassieke en romantische repertoire. Regelmatige partners waarmee het Belcea Quartet speelt zijn Pjotr Anderszewski, Till Fellner en Antoine Tamestit. Sinds het seizoen 2017-2018 is het Belcea Quartet artist-in-residence in de Pierre Boulez Saal in Berlijn. De discografie van het kwartet is uitgebreid. Op het label EMI Classics verschenen de integrale kwartetten van Britten en Bartók en werken van oa. Schubert, Brahms, Mozart, Debussy, Ravel en Dutilleux. In 2012 en 2013 nam Belcea de integrale kwartetten van Beethoven op, live in de Benjamin Britten Studio in Snape, voor het label ZigZag Territories, wat werd bekroond met onder meer een Gramophone Award. Vervolgens werden nog opnamen uitgebracht met werken van Webern, Berg en Schoenberg en de integrale kwartetten en het Pianokwintet van Brahms, wat werd bekroond met de Diapason d’or 2016. In 2018 verscheen een cd met het Derde Strijkkwartet en het Pianokwintet.

## Huidige leden
- Corina Belcea-Fisher, viool
- Axel Schacher, viool, sinds 2010
- Krzysztof Chorzelski, altviool
- Antoine Lederlin, cello, sinds 2006

## Voormalige leden
- Alasdair Tait, cello
- Laura Samuel, viool
- Matthew Talty, cello

## Geselecteerde discografie
- Debussy, Dutilleux, Ravel - String Quartets, 2001
- Schubert - String Quartets, 2002[2]
- Brahms - String Quartets, 2004[3]
- Britten - String Quartets, 2005[4]
- Schubert - Forelkwintet (met pianist Thomas Adès), 2005[5]
- Mozart - String Quartets, 2006 (originele line-up)
- Béla Bartók - Complete strijkkwartetten, 2008
- Franz Schubert - Strijkkwintet (met Valentin Erben), Quartet in G, Quartet in D minor, 2009
- Beethoven - Complete strijkkwartetten, 2014